# 九龍巴士273D線
九龍巴士273D線，屬273A線之特別班次，由九巴營辦，循環來往上水及華明，途經置福圍（回程）、粉嶺站、欣盛苑及華明邨，另於學校上課日上、下課時間繞經清河邨，為粉嶺南乘客提供特快來往上水市中心的服務。

## 簡介及歷史

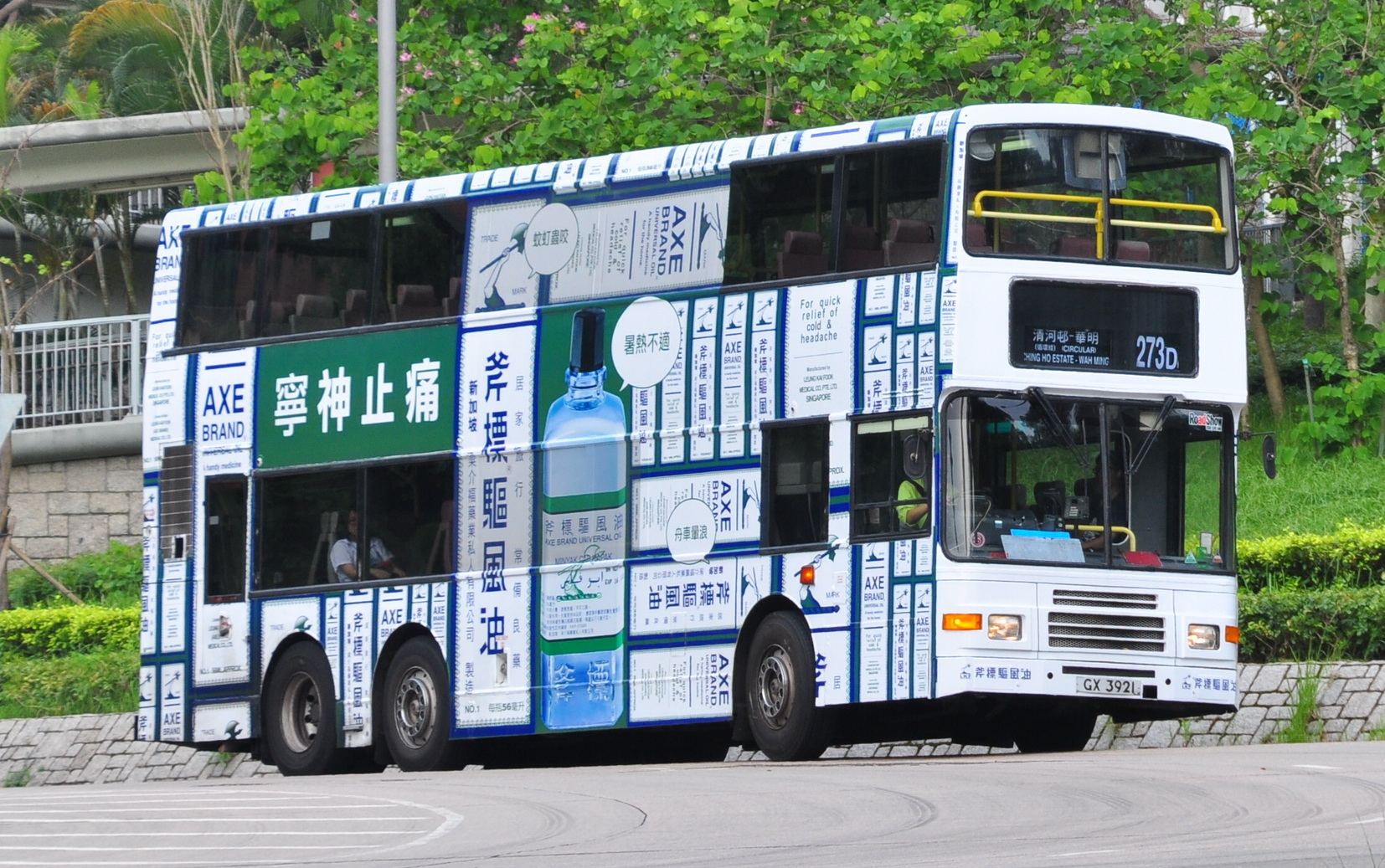
273D線的總站曾是清河邨。

- 2010年8月26日：本線開辦，由清河邨往華明（循環線）祇在上課日期間的上午繁忙時段提供服務。
- 2013年11月29日：增設放學時段服務，由彩園單向開往清河邨，途經華明。[1]
- 2014年8月2日：改為全日服務，同時總站由清河邨改為上水，並以華明為循環點，於星期一至五上課日期間的上學及下午放學時段繞經清河邨。[2]
- 2015年10月17日：延長服務時間至22:00。
- 2015年12月31日：增設到站時間預報。
- 2018年5月21日：延長服務時間至23:30。[3]

## 服務時間及班次
| 上水開               | 上水開       | 上水開       |
| 日期                 | 服務時間     | 班次（分鐘） |
| -------------------- | ------------ | ------------ |
| 星期一至五           | 06:30、06:45 | 06:30、06:45 |
| 星期一至五           | 07:00-07:30  | 10           |
| 星期一至五           | 07:45        |              |
| 星期一至五           | 08:00-12:00  | 20           |
| 星期一至五           | 12:00-17:00  | 15           |
| 星期一至五           | 17:00-20:00  | 20           |
| 星期一至五           | 20:00-23:30  | 30           |
| 星期六、日及公眾假期 | 06:30        | 06:30        |
| 星期六、日及公眾假期 | 07:00-12:00  | 20           |
| 星期六、日及公眾假期 | 12:00-15:00  | 15           |
| 星期六、日及公眾假期 | 15:00-20:00  | 20           |
| 星期六、日及公眾假期 | 20:00-23:30  | 30           |

## 收費
全程：$4.8
| - 本線設有12歲以下小童及65歲或以上長者半價優惠。 - 65歲或以上香港居民使用「樂悠咭」，以及12歲以下合資格殘疾兒童使用「殘疾人士身份」個人八達通繳付車資，均可享有每程$2.0或半價（以較低者為準）的票價優惠；12至64歲合資格殘疾人士使用「殘疾人士身份」個人八達通（包括「樂悠咭」），以及60至64歲香港居民使用「樂悠咭」繳付車資，均可享有每程$2.0或全費（以較低者為準）的票價優惠。 - 65歲或以上長者如使用長者或一般個人八達通繳付車資，則只可享有半價優惠；12至64歲合資格殘疾人士如不使用「殘疾人士身份」個人八達通，以及60至64歲人士如不使用「樂悠咭」繳付車資，必須繳付全費。 - 乘客可以現金或八達通於上車時付款，不設找續。 - 每位成人乘客可免費攜帶最多兩名4歲以下而不佔座位的兒童乘客乘車，超額之4歲以下小童必須繳付小童車費乘車。 - 持有「九巴月票」之乘客在車票有效期內，每日可享最多10程任何九龍巴士及龍運巴士路線（包括本路線，以及聯營路線的九龍巴士／龍運巴士提供的班次；惟乘搭機場「A」及「NA」線則可享原價二七折優惠（不會計算每天10次合資格車程））；而B1線則每日可享最多各2程（不會計算每天10次合資格車程）。 - 九龍巴士、城巴、龍運巴士及陽光巴士全職員工及家屬（不包括外判職員）可免費乘搭本路線，惟必須拍職員或職員家屬八達通。 - 乘客亦可透過多元化電子支付系統（e度嘟）繳付車資，包括使用非接觸式VISA卡、JCB卡、萬事達卡、銀聯卡、美國運通、大來國際、Discover Card、Apple Pay、Google Pay、Samsung Pay、AlipayHK「易乘碼」、支付寶、WeChatHK／微信支付「搭車碼」、銀聯雲閃付「乘車碼」及BOC Pay「乘車碼」。乘客使用此付款方式，使用此支付方式的乘客可享有中途下車之分段收費，以及與其他九巴／龍運獨營路線或聯營線九巴／龍運班次之轉乘優惠，惟不適用於與非九巴／龍運路線之轉乘優惠，亦不能享有「公共交通費用補貼計劃」及「長者及合資格殘疾人士公共交通票價優惠計劃」。 |

### 八達通轉乘優惠
乘客登上本線後150分鐘內以同一張八達通卡轉乘以下路線，或從以下路線登車後150分鐘內以同一張八達通卡轉乘本線，次程可獲車資折扣優惠：
273D←→70K，次程可獲$4.3折扣優惠
- 273D往華明 → 70K任何方向
- 70K任何方向 → 273D往上水

273D←→73、73A，次程可獲$4.3折扣優惠
- 273D往華明 → 73往大埔或73A往沙田
- 73或73A往華明 → 273D往上水

273D←→北區邊境禁區路線，次程可獲$4.3折扣優惠
- 273D往上水 → 73K往文錦渡、78K往沙頭角或79K往打鼓嶺
- 73K、78K或79K往上水 → 273D往華明

273D←→九龍／荃灣市區路線，次程可獲$4.3折扣優惠
- 273D往華明 → T270、270A、270B、270P、277X、277E/P或278X往九龍／荃灣
- 270A、270B、277X、277E/P或278X → 273D往上水

273D←→屯門／元朗／天水圍路線，次程可獲$4.3折扣優惠
- 273D往上水 → 76K、261(P)、276(P)或276A/B往屯門／元朗／天水圍
- 76K、261(P)、276(P)或276A/B往上水 → 273D往華明

273D←→過海隧道路線
- 273D任何方向 → 373、673或978系往港島，次程可獲$4.2折扣優惠
- 373、673或978往北區 → 273D任何方向，次程可獲$4.2折扣優惠
- 273D任何方向 → 678往港島，次程可獲$2.1折扣優惠
- 678往上水 → 273D任何方向，次程可獲$2.1折扣優惠

## 使用車輛
現時本線與273A線共獲派2輛富豪超級奧林比安 12米（AVW）、2輛亞歷山大丹尼士Enviro 500 12米（ATE）、2輛富豪B9TL 12米（AVBWU）及2輛亞歷山大丹尼士Enviro 500 MMC 12米（ATENU），均屬上水車廠。此線亦間中以單層巴士和亞歷山大丹尼士Enviro 500 MMC 11.3米（E6M）行走。
| 車隊編號  | 車牌   |
| --------- | ------ |
| ATE185    | LN6371 |
| ATE215    | LR8433 |
| AVW15     | LL2913 |
| AVW29     | LL3858 |
| AVBWU179  | PY2580 |
| AVBWU180  | PY4153 |
| ATENU353  | TB 864 |
| ATENU1678 | SR9881 |

## 行車路線
經：龍琛路、龍運街、新運路、掃管埔路、雞嶺迴旋處、掃管埔路、百和路、（清曉路、清河邨公共運輸交匯處、清曉路、百和路）、華明路、迴旋處、雷鳴路、華明巴士總站、雷鳴路、偉明街、百和路、置福圍、百和路、（清曉路、清河邨公共運輸交匯處、清曉路、百和路）、掃管埔路、雞嶺迴旋處、掃管埔路及新運路。
斜體字之路段祇於星期一至五上課日06:30-08:00及15:30-16:30開出的班次途經。

### 沿線車站

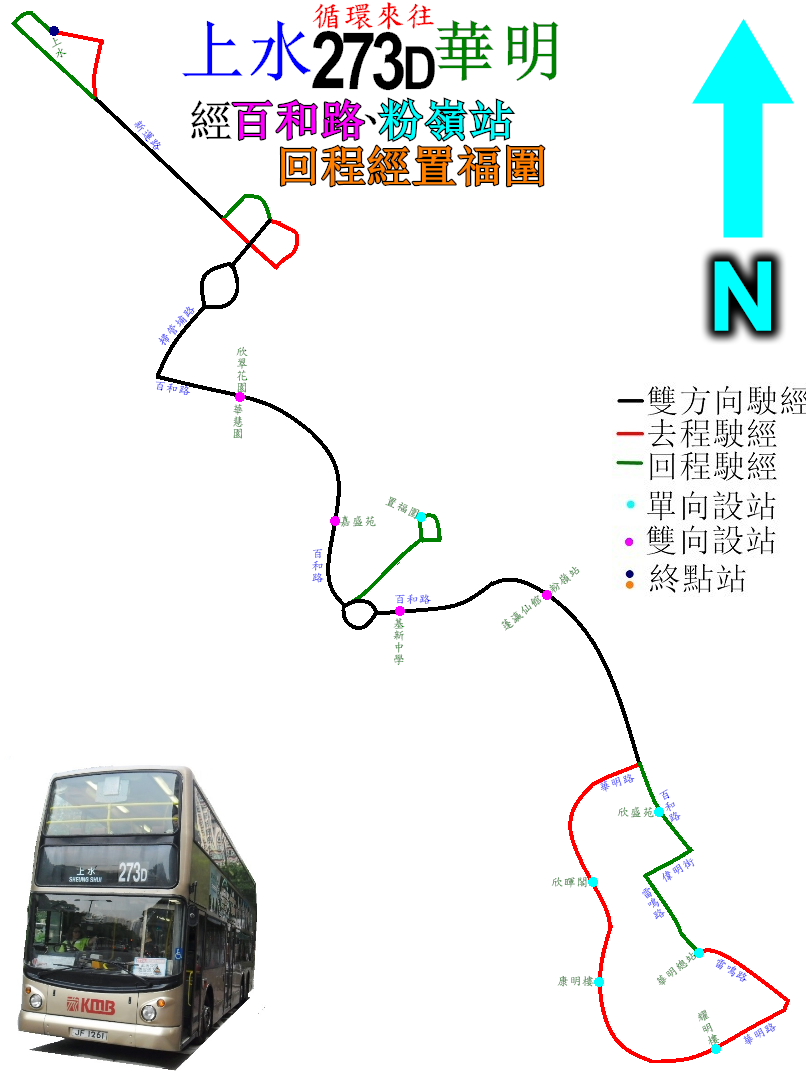
此線的走線圖

| 上水開 | 上水開         | 上水開               |
| 序號   | 車站名稱       | 位置                 |
| ------ | -------------- | -------------------- |
| 1      | 上水巴士總站   | 上水巴士總站         |
| ^      | 清河邨巴士總站 | 清河邨公共運輸交匯處 |
| ^      | 御景峰         | 清曉路               |
| 2      | 欣翠花園       | 百和路               |
| 3      | 嘉盛苑         | 百和路               |
| 4      | 基新中學       | 百和路               |
| 5      | 粉嶺站（D1）   | 百和路               |
| 6      | 欣盛苑欣暉閣   | 華明路               |
| 7      | 華明邨康明樓   | 華明路               |
| 8      | 華明邨耀明樓   | 華明路               |
| 9      | 華明巴士總站   | 華明巴士總站         |
| 10     | 欣盛苑         | 百和路               |
| 11     | 蓬瀛仙館（D2） | 百和路               |
| 12     | 基新中學       | 百和路               |
| 13     | 粉嶺置福圍     | 置福圍               |
| 14     | 嘉盛苑         | 百和路               |
| 15     | 華慧園         | 百和路               |
| ^      | 清河邨巴士總站 | 清河邨公共運輸交匯處 |
| 16     | 上水巴士總站   | 上水巴士總站         |

有 ^ 號車站祇限星期一至五06:30-08:00及15:30-16:30開出的班次停靠。

## 外部連結
- 九龍巴士273D線官方網站路線資料